# شهرستان رنفرو
شهرستان رنفرو (به انگلیسی: Renfrew County) یک شهرستان و شهرداری upper-tier در کانادا است که در انتاریو واقع شده‌است.

## خصوصیات
شهرستان رنفرو ۸۶٬۵۳۴ نفر جمعیت دارد.